# كنيسة الصعود

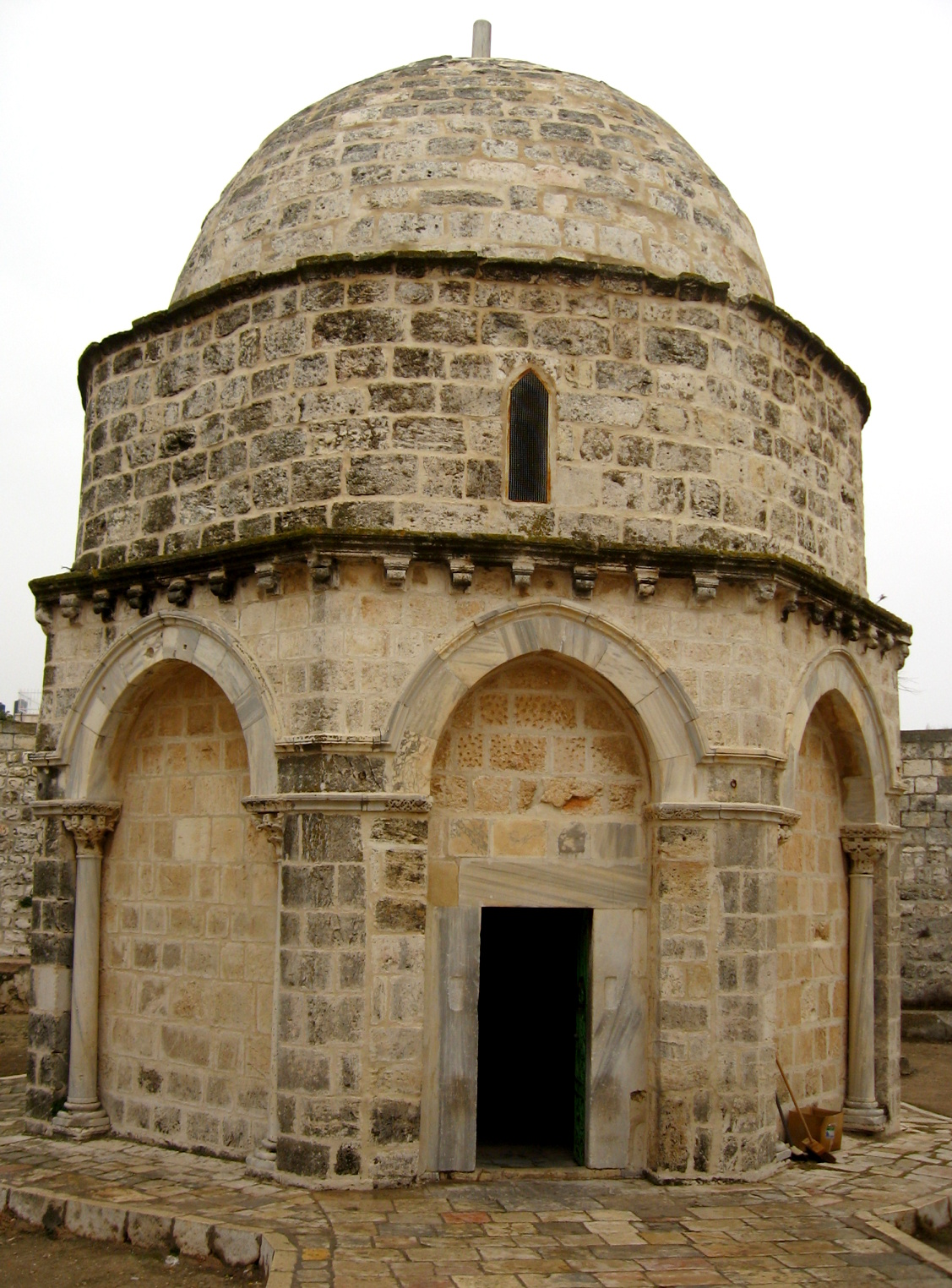
كنيسة الصعود في القدس

كنيسة الصعود كانت في البداية كنيسة ودير ثم أصبحت مسجد اسلامي، تقع في الدير الروسي على جبل الزيتون على ارتفاع 830 متر عن سطح البحر وهي أعلى بناء في القدس، وحسب المسيحية فهو المكان ارتفع منه يسوع إلى السماء بعد 40 يوم من القيامة.

## بناء الكنيسة
بُنيت الكنيسة في سنة 392 للميلاد ككنيسة تذكارية بواسطة هيلانة والدة الامبرطور الروماني قسطنطين واعيد بناءها في الفترة الصليبية.

## معرض صور

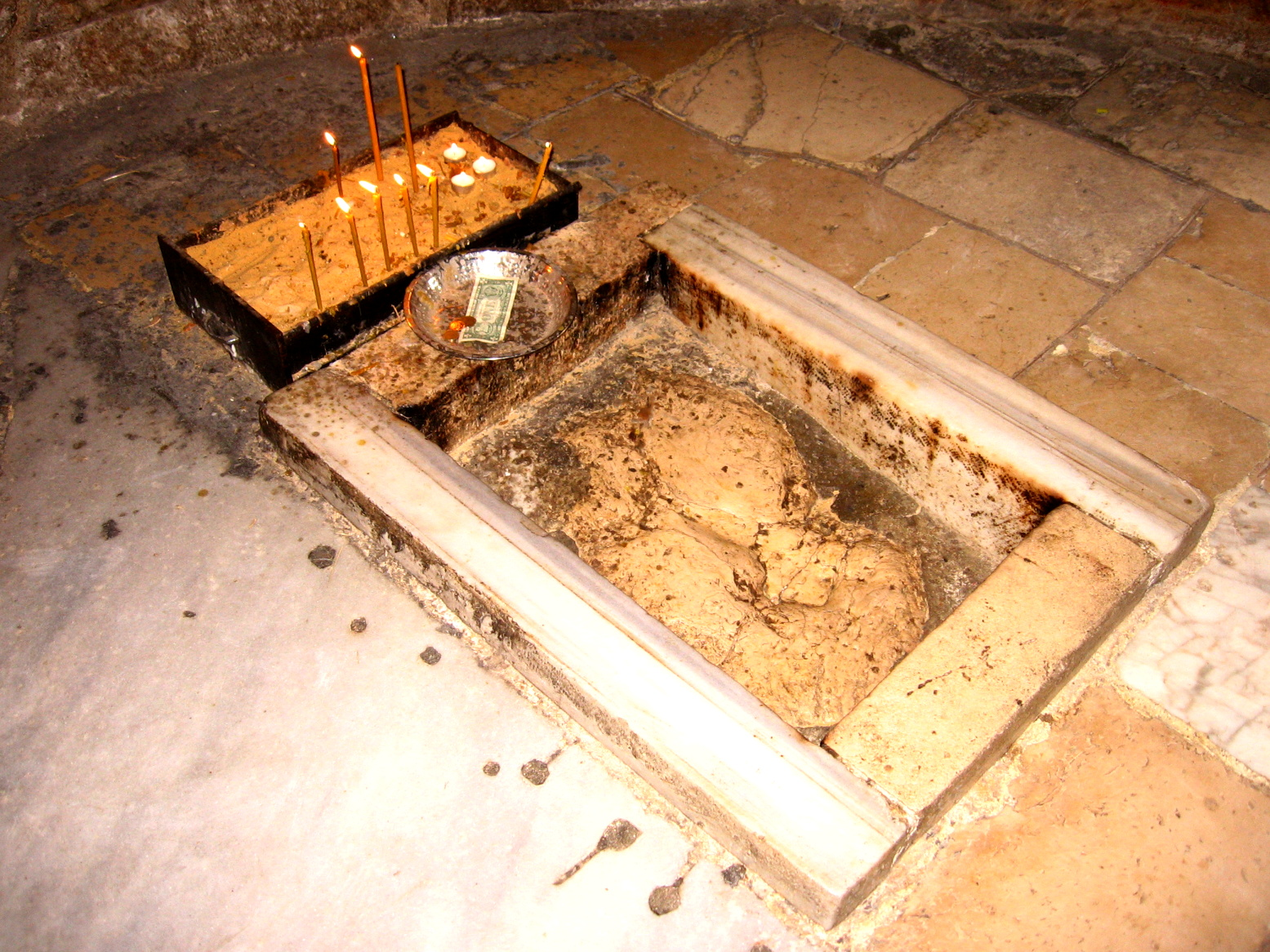
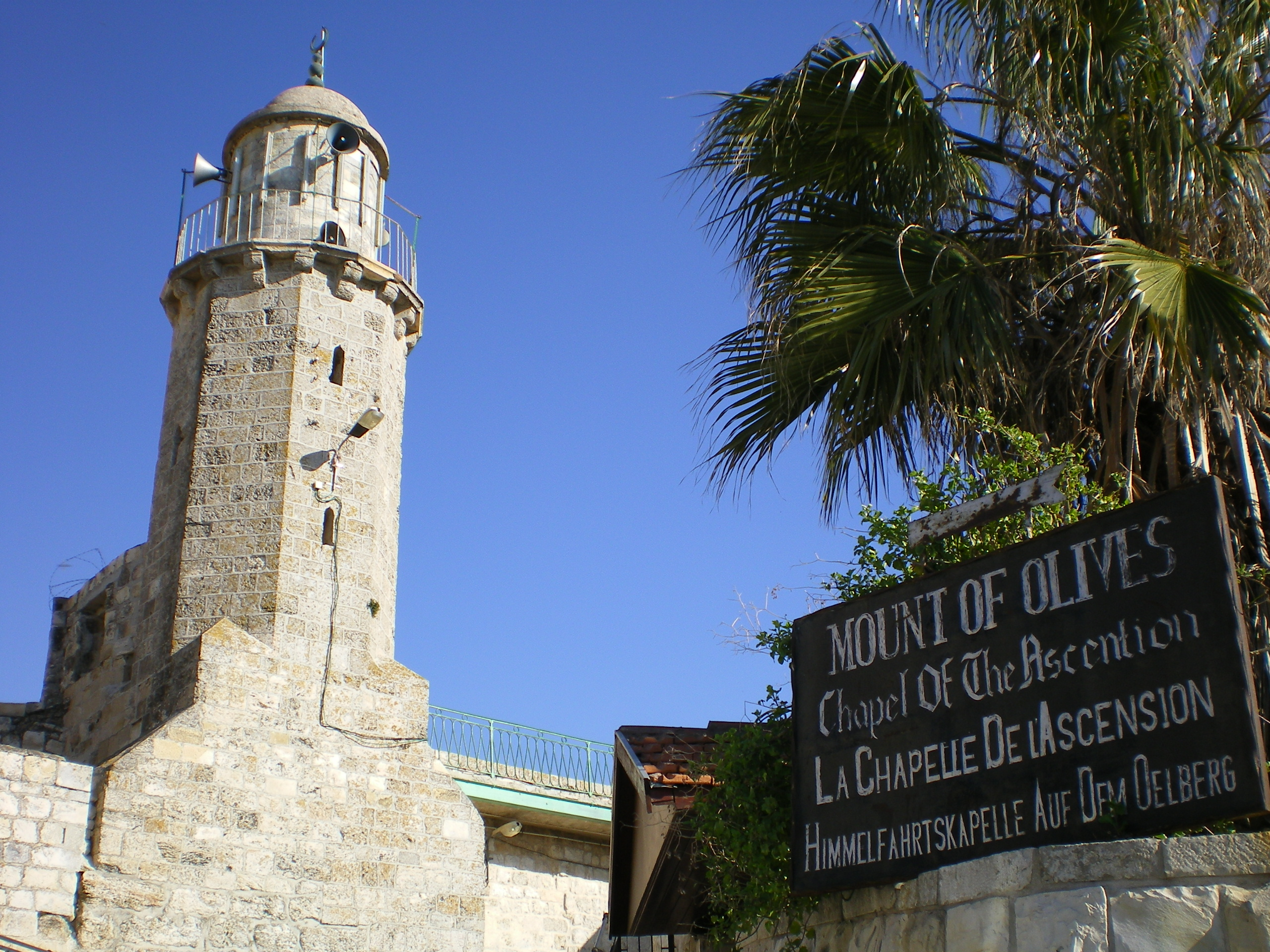
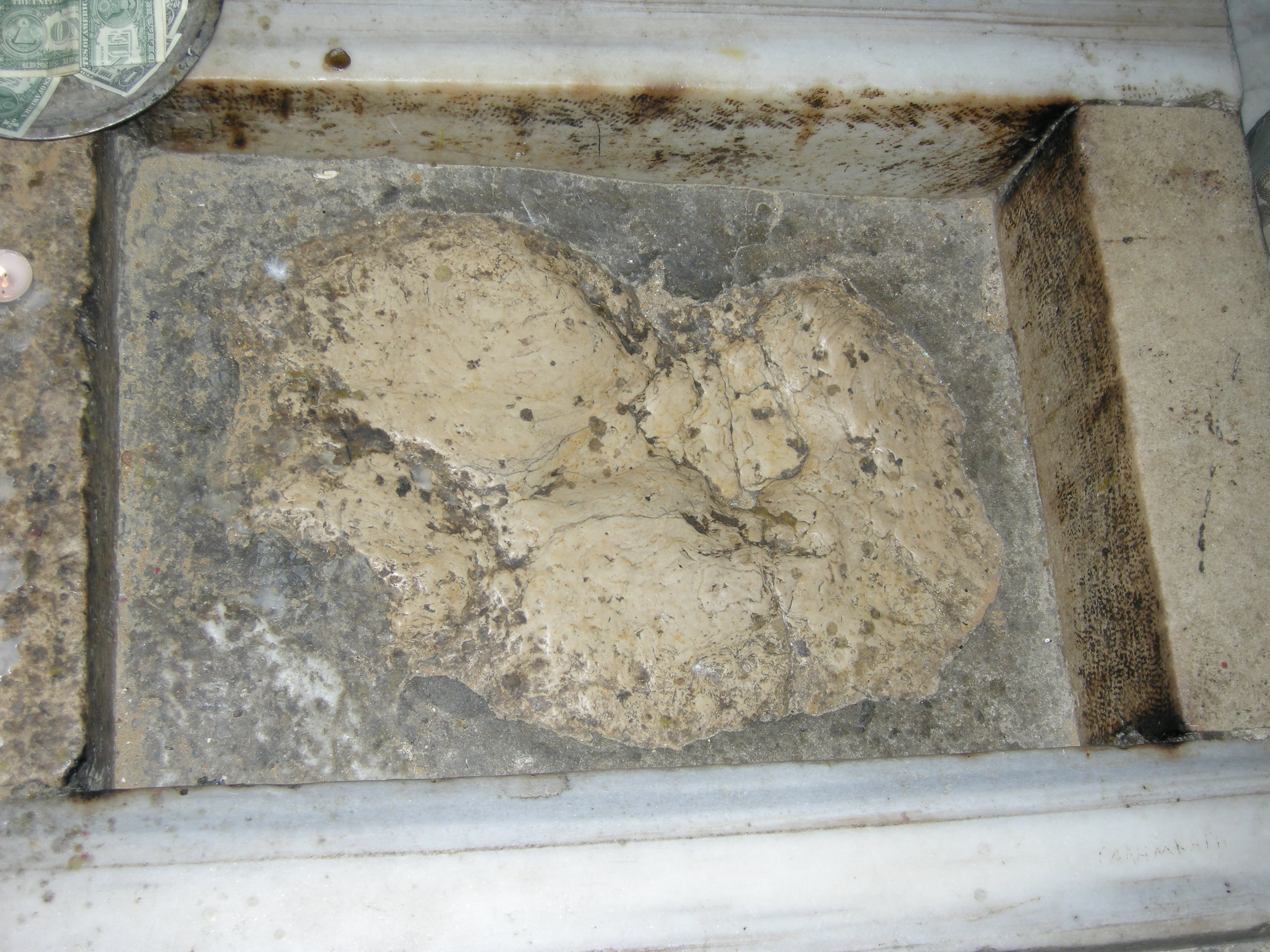
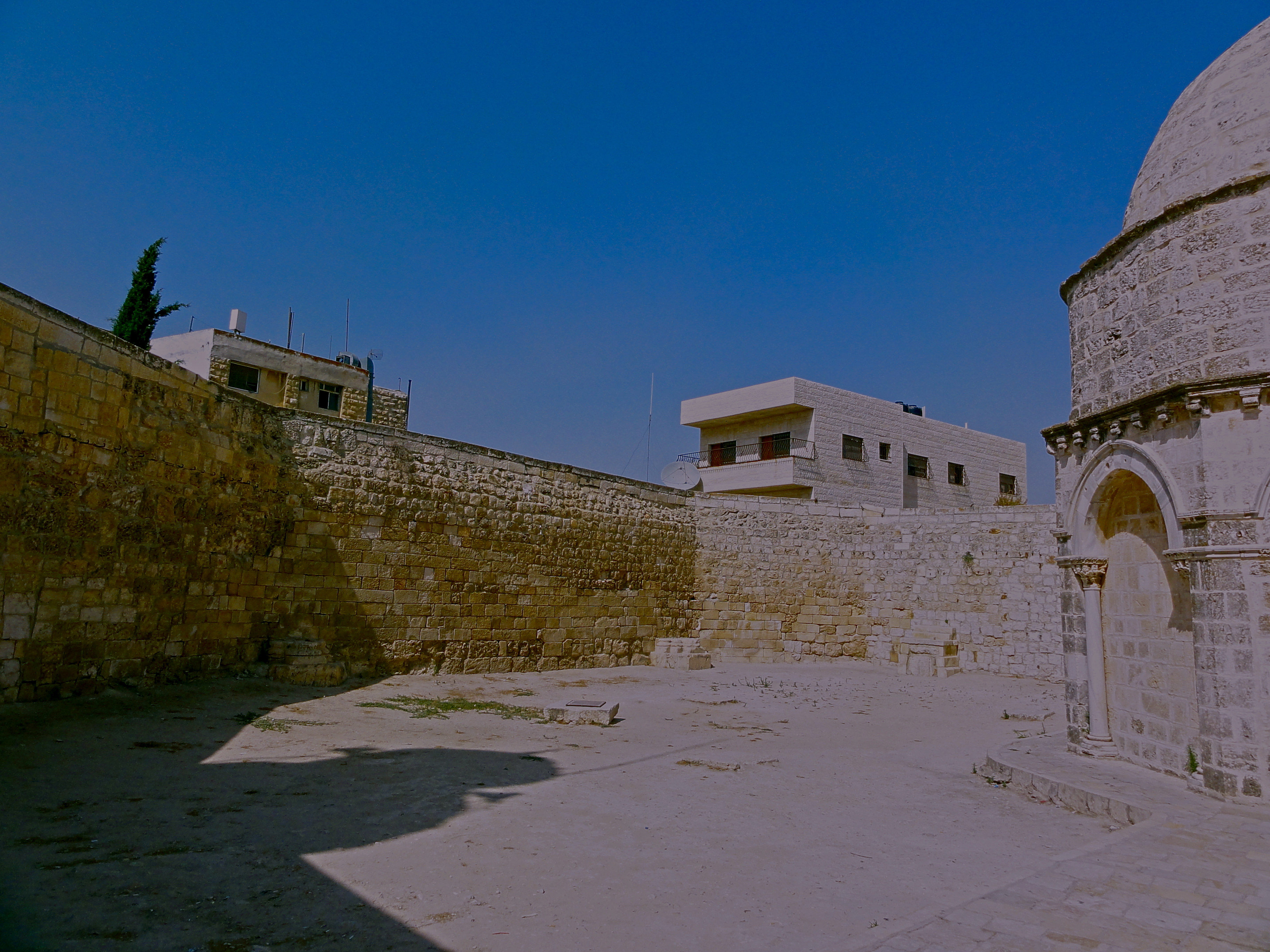
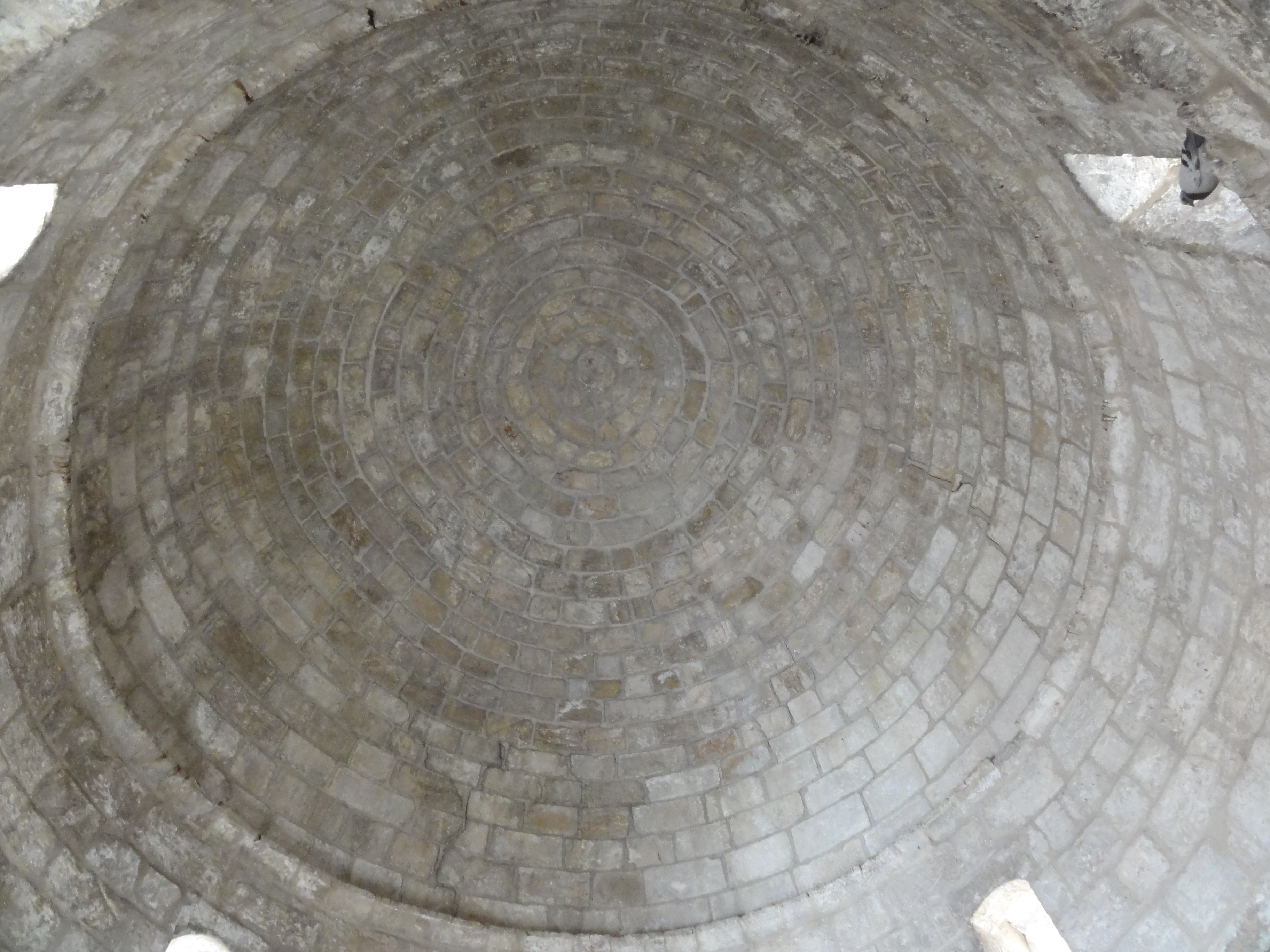